# Спортивная (станция метро, Москва)
«Спорти́вная» — станция Московского метрополитена на Сокольнической линии. Связана пересадкой со станцией «Лужники» на Московском центральном кольце. Расположена в районе Хамовники Центрального административного округа Москвы; названа по спортивному комплексу «Лужники». Открыта 1 мая 1957 года в составе участка «Парк культуры» — «Спортивная». Пилонная трёхсводчатая станция глубокого заложения с одной островной платформой.

## История
Станция открыта 1 мая 1957 года в составе участка «Парк культуры» — «Спортивная», после ввода в эксплуатацию которого в Московском метрополитене стало 43 станции. Своё название станция получила по расположенному рядом спортивному комплексу «Лужники» (бывший Центральный стадион имени В. И. Ленина). Стадион был возведён в 1955—1956 годах и открыт 31 июля 1956 года в исторической местности Лужники напротив Воробьёвых гор, на месте бывшего урочища Лужники — низменной луговой местности, затопляемой в половодье (диалектное слово «лужники» означало «луга с заливаемыми по весне озерками между них»). На территории Лужников располагались и «государевы луга», и село Лужниково (названо в грамоте 1472 года), и Лужнецкая застава у ворот Камер-Коллежского вала. В XVII веке местность была известна как Лужники Малые Новодевичьи. В Москве существовали и иные Лужники: Лужники Малые Крымские между Крымским мостом и Якиманкой, Большие Лужники в районе нынешних улицы Бахрушина и Вишняковского переулка.
В 1991 году станцию предлагали переименовать в «Лужники».

## Вестибюли и пересадки
Станция имеет два наземных вестибюля. Северный вестибюль находится на улице 10-летия Октября. Южный вестибюль находится на Хамовническом Валу. На втором и третьем этажах южного вестибюля располагался бесплатный Народный музей Московского метрополитена, закрытый 25 июля 2016 года.
10 сентября 2016 года напротив южного выхода станции «Спортивная» открыта пешеходная пересадка на станцию МЦК  Лужники.
С 25 марта 2017 года по 20 марта 2018 года южный вестибюль станции был закрыт на реконструкцию для замены эскалаторов и устаревших инженерных сетей. На станции были установлены четыре новых эскалатора и увеличено количество турникетов, после чего пропускная способность станции увеличилась на 33 % — с 21 до 28 тысяч человек в час. Открытие вестибюля было приурочено к чемпионату мира 2018 в России.
| - Фасад северного вестибюля - Интерьер северного вестибюля - Фасад южного вестибюля до реконструкции - Интерьер южного вестибюля до реконструкции - Фасад южного вестибюля после реконструкции, вид с путей станции МЦК «Лужники» |

## Техническая характеристика
Конструкция станции — пилонная трёхсводчатая глубокого заложения (глубина заложения — 42 метра). Диаметр центрального зала — 9,5 метра, боковых — 8,5 метра. Обделка из чугунных тюбингов.

## Оформление
Свод станционного зала поддерживают два ряда массивных пилонов, облицованных белым мрамором и украшенных сверху бордюром из зелёного мрамора. Путевые стены облицованы глазурованной керамической плиткой: верх — белого цвета, низ — чёрного. С февраля 2021 по декабрь 2022 года проводились работы по замене облицовочной плитки на путевых стенах. Свод зала отделан тиснёными асбоцементными плитами. Стены проходов и эскалаторных тоннелей отделаны белым мрамором. На пилонах укреплены хрустальные светильники. Пол выложен орнаментом из плит чёрного, серого и красного гранита.

## Галерея
| - Посадочная платформа и ретро-поезд «Сокольники» - Фрагмент путевой стены - Зал станции и пилоны - Отделка пилонов - Светильник - Кассовый зал в южном вестибюле |

## Расположение

### Достопримечательности
- Канатная дорога на Воробьёвых горах
- Олимпийский комплекс «Лужники»
- Народный музей Московского метрополитена
- Новодевичий монастырь

### Наземный общественный транспорт
На этой станции можно пересесть на следующие маршруты городского пассажирского транспорта:
- Автобусы: м5, м6, с216, 220, с249, с263, с755

## Станция в цифрах
- Код станции — 015.
- В марте 2002 года пассажиропоток составлял: по входу — 61,2 тысячи человек, по выходу — 62,7 тысячи человек.
- Время открытия станции для входа пассажиров — 5 часов 40 минут, время закрытия — 1 час ночи[8].
- Таблица времени прохождения первого поезда через станцию[9]:

| По чётным числам                   | Будние дни | Выходные дни |
| По нечётным числам                 | Будние дни | Выходные дни |
| В сторону станции «Фрунзенская»    | 05:47:00   | 05:47:00     |
| В сторону станции «Фрунзенская»    | 05:47:00   | 05:47:00     |
| В сторону станции «Воробьёвы горы» | 05:51:00   | 05:51:00     |
| В сторону станции «Воробьёвы горы» | 05:51:00   | 05:51:00     |

## Путевое развитие

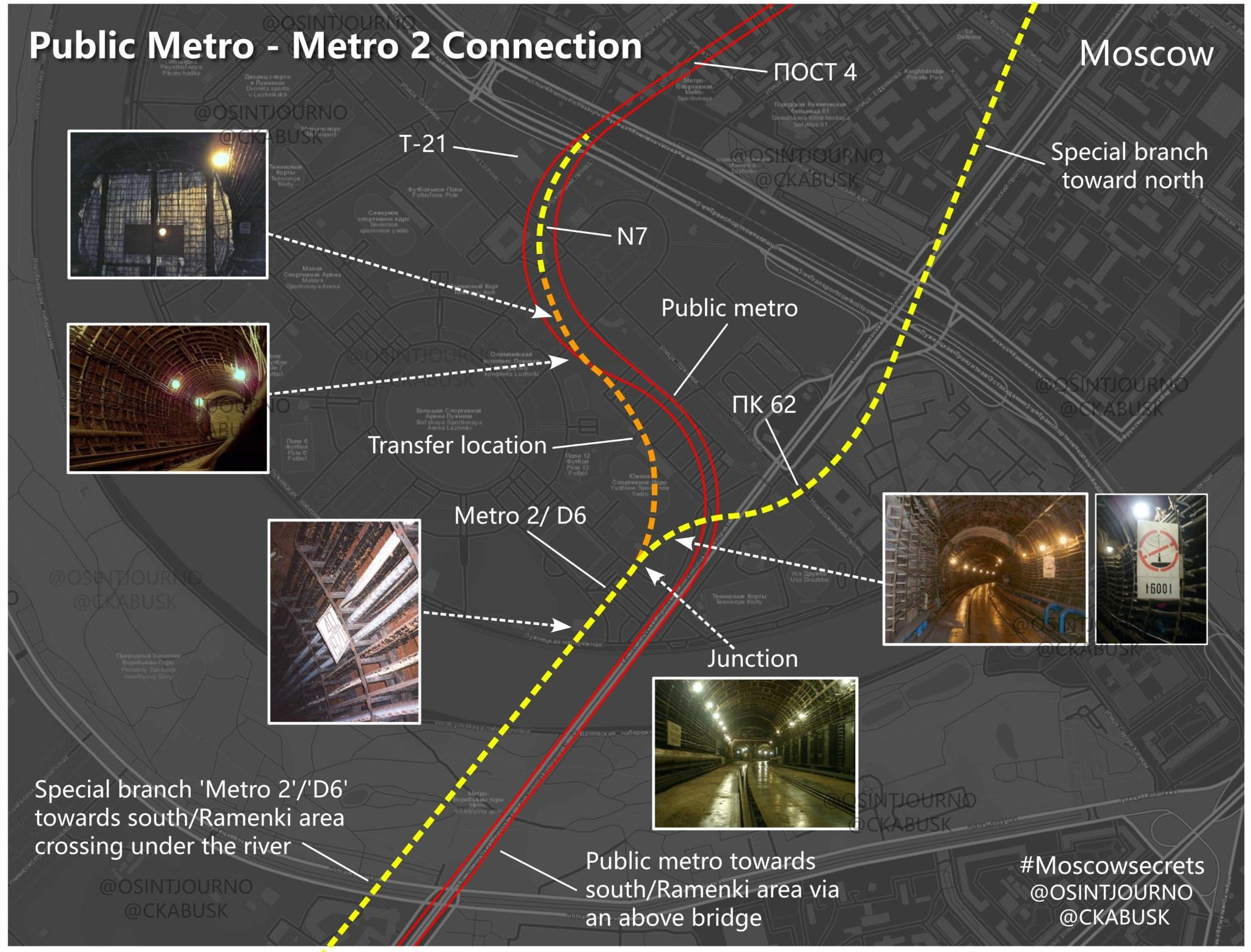
Схема тоннелей между станциями Спортивная и Университет. Красным отмечены тоннели Сокольнической линии, оранжевым — глубокий однопутный тоннель к объекту 54, позднее ставший служебной соединительной ветвью, жёлтым — тоннель спецветки Метро-2

За станцией в сторону станции «Воробьёвы горы» находится пошёрстный съезд и однопутная служебная соединительная ветвь, ведущая к правительственной спецлинии «Метро-2» (Д-6), въезд в которую возможен только с I главного пути линии. Изначально данная ветвь была построена как самостоятельный глубокий однопутный тоннель метрополитена по изначальному проекту Сокольнической линии с подземным прохождением под Москва-рекой к подземному спецобъекту № 54 (бункер НИБО «Наука») возле станции «Университет» на глубине 189 метров для сохранения подземной связи с центром в случае нанесения по Москве ядерного удара и разрушения Лужнецкого метромоста, по которому проходит основная линия, но позднее получила продление к дальнему воздухозабору метрополитена возле платформы Матвеевская Киевского направления МЖД, а затем вместе с ним была передана с баланса метрополитена на баланс КГБ, и получила продление к объектам в центре Москвы как объект «Ветка», в результате чего тоннель стал соединительным. В данной ССВ имеются стальные и гермоворота, отделяющие территорию гражданского метрополитена от Метро-2, участок на территории «обычного» метро может использоваться как оборотный тупик. Есть мнение о том, что это единственная служебная соединительная ветвь правительственной ветки «Метро-2» c обычным гражданским метро. Пошёрстный съезд использовался в качестве средства штатного оборота поездов только три раза — с 1957 по 1959 годы, когда станция «Спортивная» была постоянной конечной; с 6 июля по 6 августа 2002 года, когда «Спортивная» стала временной конечной станцией Сокольнической линии в связи с перемещением конструкций временных мостов на основной пролёт Лужнецкого метромоста в рамках реконструкции станции «Воробьёвы горы»; в течение нескольких часов 29 марта 2010 года для проведения спасательной операции и следственных действий на месте теракта на станции «Парк культуры».